# Aéroport de Bergen
Pour les articles homonymes, voir BGO.
L'aéroport de Bergen (code IATA : BGO • code OACI : ENBR), en norvégien Bergen lufthavn, Flesland, est le deuxième aéroport de Norvège, avec 6 078 589 passagers qui y ont transité en 2014. Il se situe à 15 km au sud-ouest de Bergen, près du village de Flesland. Il est exploité par la compagnie publique Avinor.
L'aéroport est principalement desservi par les compagnies aériennes Scandinavian Airlines, Norwegian et Widerøe. La route aérienne qui le relie avec l'aéroport d'Oslo-Gardermoen est l'une des plus fréquentées en Europe en nombre de vols hebdomadaires. L'aéroport est aussi l'un des points de départ importants pour les hélicoptères se rendant sur les plateformes pétrolières de la mer du Nord. Un certain nombre de compagnies aériennes offrent aussi des vols directs vers certaines grandes villes européennes telle que British Airways vers Londres-Heathrow ou KLM vers Amsterdam. La SAS et la Norwegian proposent aussi des vols quotidien vers Stockholm ou Copenhague.
Bergen était desservi à l'origine par les aérodromes situés à Flatøy, Sandviken et Herdla. Les premiers pas vers un aéroport à Flesland ont été faits en 1937, lorsque des fermes de Flesland ont été expropriées par la municipalité. En 1952, le gouvernement a décidé que l'aéroport serait construit à Flesland, et en 1955 le nouvel aéroport a été achevé avec une piste de 2 990 mètres. Il est officiellement ouvert le 2 octobre 1955. L'aéroport original a été principalement financé par l'OTAN. Jusque dans les années 1980, la SAS utilisait l'aéroport pour les vols intercontinentaux à destination de New York. Le terminal d'origine a été achevé en 1988 et était trop petit pour le trafic actuel. Un nouveau terminal a donc été inauguré en août 2017. Il est desservi par le métro léger de Bergen depuis le mois d'avril 2017.

## Histoire

### Origines
Le premier vol qui s’est posé à Bergen fut un vol de démonstration de Carl Cederström le 25 septembre 1911. En 1919, la Force aérienne royale norvégienne bâtit la base aérienne de Flatøy sur l’île de Flatøy. C’était une base aérienne nautique qui a été utilisée jusqu’en 1940.
Le premier vol régulier d’une compagnie aérienne vers Bergen fut celui de la compagnie Det Norske Luftfartsrederi (en) commencé en 1920. Elle utilisait le plan d’eau de l’aérodrome de Bergen Sandviken qui se situait juste au nord du centre-ville. Cet aérodrome est devenu la principale base d’opération de Bergen pour les compagnies Norwegian Air Lines (en) et Vestlandske Luftfartsselskap (en).
Les discussions concernant la construction d’un aéroport avec une piste en dur commencèrent dans les années 1930. Entre 1931 et 1938, une série de rapports publics recommandèrent Fesland, qui se situait à l’époque sur la commune de Fana, pour implanter le nouvel aéroport. La principale alternative, recommandée à partir de 1933, était l’île d’Herdla, qui se situe plus au nord sur la commune d'Askøy. Le défaut majeur de Fesland était la topographie des lieux qui ne permettait pas la construction de deux pistes de plus de 800 et 850 mètres respectivement. Finalement, en 1938, un groupe de travail municipal plaida en faveur d’Herdla, financé conjointement par l’État et la ville.
Pendant l’occupation de la Norvège par le Troisième Reich, la Wehrmacht rechercha un terrain pour construire une base aérienne. Elle avait non seulement besoin de pouvoir contre-attaquer les raids aériens de l’armée britannique, mais aussi de protéger le trafic maritime allemand. Quatre lieux étaient possibles : Nesttun (en), Haukåsmyrene à Åsane, Flesland et Herdla. Le choix fut porté sur Herdla après qu’un bombardier allemand y a atterri en urgence et fut capable d’en redécoller. Deux pistes furent construites, la plus longue mesurait 1 000 mètres.
L’administration civile de l’aviation norvégienne (devenue Avinor) débuta les réflexions sur un aéroport pour Bergen en 1947. Herdla semblait être à l’époque le candidat tout déclaré, encore une fois à cause de la topographie de la région de Bergen. L’administration recommanda l’agrandissement des deux pistes de Herdla. Cependant, le directeur de l’aéroport de l’époque, Einar Bøe était sceptique quant au choix de Herdla. Il pointait notamment du doigt les faibles possibilités d’extension au-delà des 1 500 mètres déjà prévus. De plus, Herdla se situe sur une île qui, à l’époque, n’avait aucune route et donc aucune liaison avec Askøy. De même, aucun pont ne reliait l’île d’Askøy au continent. Les liaisons auraient donc dû se faire en ferry. Le ministre des Transports de l’époque Nils Langhelle, originaire de Bergen, apporta son soutien à Einar Bøe et recommanda au parlement de mettre le projet de l’aéroport de Bergen en attente.
Des études de faisabilité furent menées sur les deux terrains Herdla et Fesland en 1950 et 1951. Les précédentes études menées à Fesland avaient conclu que la longueur de la piste était limitée à celle d’une petite vallée, qui se situe au milieu de la piste actuelle. La nouvelle étude proposait de relier la zone proposée auparavant à une autre zone plus vaste au sud de celle-ci, qui avait pour avantage de se situer à la même altitude. Ce nouveau schéma permettait la construction d’une piste de 3 000 mètres de long. Un des freins politiques à la construction de cet aéroport était son coût élevé. De plus, en 1950, des aéroports en dur avaient déjà été construits à Oslo-Fornebu, Stavanger, Trondheim et Kristiansand et la SAS avait arrêté ses liaisons entre Oslo et Bergen et acheminait les voyageurs directement à Stavanger.
D'autres propositions ont été faites par des compagnies concurrentes : Braathens proposa des modifications mineures de l'aéroport d'Herdla afin de pouvoir y faire atterrir des de Havilland Heron ; Widerøe, quant à elle, proposa d'utiliser ses hydravions Consolidated PBY Catalina, mais ceux-ci ont été jugés trop coûteux à exploiter. Dans le même temps, la Force aérienne royale norvégienne développa son intérêt pour Fesland afin d'y implanter une base aérienne. Les ingénieurs militaires sondèrent la zone et la déclarèrent comme bien adaptée pour un usage militaire. En 1952, l'Organisation du traité de l'Atlantique nord (OTAN), finança la construction de sept bases aériennes en Norvège, mais Fesland n'en faisait pas partie.
Le financement de l'aéroport fut apporté par l'État sous la forme d'un projet national de communication militaire. Le budget de 16 millions de couronnes norvégiennes (NOK) sur trois ans permit la construction d'une piste de 1 460 mètres de long. Un nouveau financement de 4 millions de NOK apporté surement par les villes de Bergen et Fana a permis de réaliser la construction d'un terminal, de routes et les expropriations nécessaires. Le projet fut adopté par le parlement le 25 avril 1952. Les financements militaires furent arrangés par Nils Langhelle devenu Ministre de la Défense entre-temps. l'aéroport reçut en 1953 des fonds supplémentaire de l'OTAN à hauteur de 50 millions de NOK et du Ministère de la Défense pour 5 millions de NOK. Ce nouveau financement permit l'extension de la piste à 2 440 mètres.
La construction des premières routes menant à l'aéroport depuis Blomsterdalen commença le 14 août 1952 et celle de l'aéroport lui-même démarra au début de l'année 1953. 200 à 300 ouvriers, répartis en deux équipes, travaillèrent sur le chantier et certains vivaient dans des baraquement situé à Nordheim à 10 km au sud-est du site. Lors des travaux préliminaires, trente fermes furent partiellement expropriées et 500 000 m3 de roches furent dynamités. 500 000 m3 de terre supplémentaire furent utilisés pour les travaux de terrassement. Une piste de 2 440 m de long par 45 m de large ainsi qu'un taxiway de 2 440 m de long par 22,5 m de large furent construits. Le coût de construction du terminal s'éleva à 200 000 NOK et il fut installé à côté d'un parking de 70 places. Une enceinte de fil barbelé de 12 km de long fut construite et l'aéroport reçu, dès sa construction, un système d'atterrissage aux instruments (ILS). La construction de l'aéroport de Bergen a coûté 70 millions de NOK et deux ouvriers ont trouvé la mort sur le chantier.

### Premières années
Le premier avion qui atterrit sur l’aéroport fut un de Havilland Canada DHC-3 Otter de l’armée de l’air, le 18 juin 1954. À ce moment-là, seuls 800 mètres de piste étaient construits. Durant l’année qui suivit, la piste fut plusieurs fois étendue (jusqu’à 1 500 mètres) et de nombreux Douglas DC-3 atterrirent. Le premier vol commercial fut un vol charter assuré par Braathens SAFE qui emmenait l’équipe du SK Brann à Oslo pour y jouer un match de football. L’armée commença officiellement à utiliser l’aéroport le 14 septembre 1954, et il fut officiellement ouvert à l’aviation civile un an plus tard, le 2 octobre 1955. À son l’ouverture, l’aéroport disposait d’un terminal et d’une tour de contrôle temporaire, la route y menant n’était pas goudronnée, et l’aéroport ne disposait ni d’équipement pour déneiger, ni de réservoir de kérosène.
Dès le départ, l’aéroport fut desservi par trois compagnies aériennes. SAS exploitait trois allers-retours vers Oslo et un par jour vers Stavanger, Kristiansand et continuait vers Aalborg au Danemark où il offrait des correspondances vers Copenhague. Deux fois par semaine, les vols vers Stavanger permettaient des correspondances vers Londres et Amsterdam. Vestlandske Luftfartsselskap assurait des vols vers le nord, le long de la côte vers des villes du Møre og Romsdal et Trondheim. Loftleiðir, une compagnie basée en Islande, fut autorisée à assurer des vols depuis et vers New York via Reykjavik deux fois par semaine.
L’aéroport accueillit 70 000 passagers lors de ses douze premier mois d’exploitation, et dépassa les 100 000 passagers l’année suivante. Le terminal temporaire fut rapidement trop petit et, comme il était prévu au départ, un terminal plus grand fut dessiné par Halfdan B. Grieg (no). Dès 1956, il fut décidé que le nouveau bâtiment serait trop petit pour le trafic à venir et qu’il fallait l’agrandir. Il fut discuté en même temps de l’extension de la piste. En effet, la SAS annonça qu’elle allait recevoir des avions de ligne à réaction Douglas DC-8 pour des liaisons intercontinentales, qui nécessitent une piste plus grande que celles des aéroports d’Oslo ou de Bergen. Le coût d’une extension de la piste à 3 000 mètres était estimé à 3,5 millions de NOK pour Bergen, et 30 millions de NOK pour Oslo.
CHC Helikopter Service (no) s’implanta en 1958, deux ans après sa création sur l’aéroport de Stavanger. La même année, Vestlandske Luftfartsselskap tomba en faillite et l'aéroport d'Ålesund ouvrit. La même année, Braathens reçut la concession de la liaison Stavanger – Bergen – Ålesund – Trondheim et la SAS et Braathens reçurent la concession de la liaison Krinstiansand – Bergen via Stavanger. Le nouveau terminal fut inauguré lui aussi en 1958.

### Développement

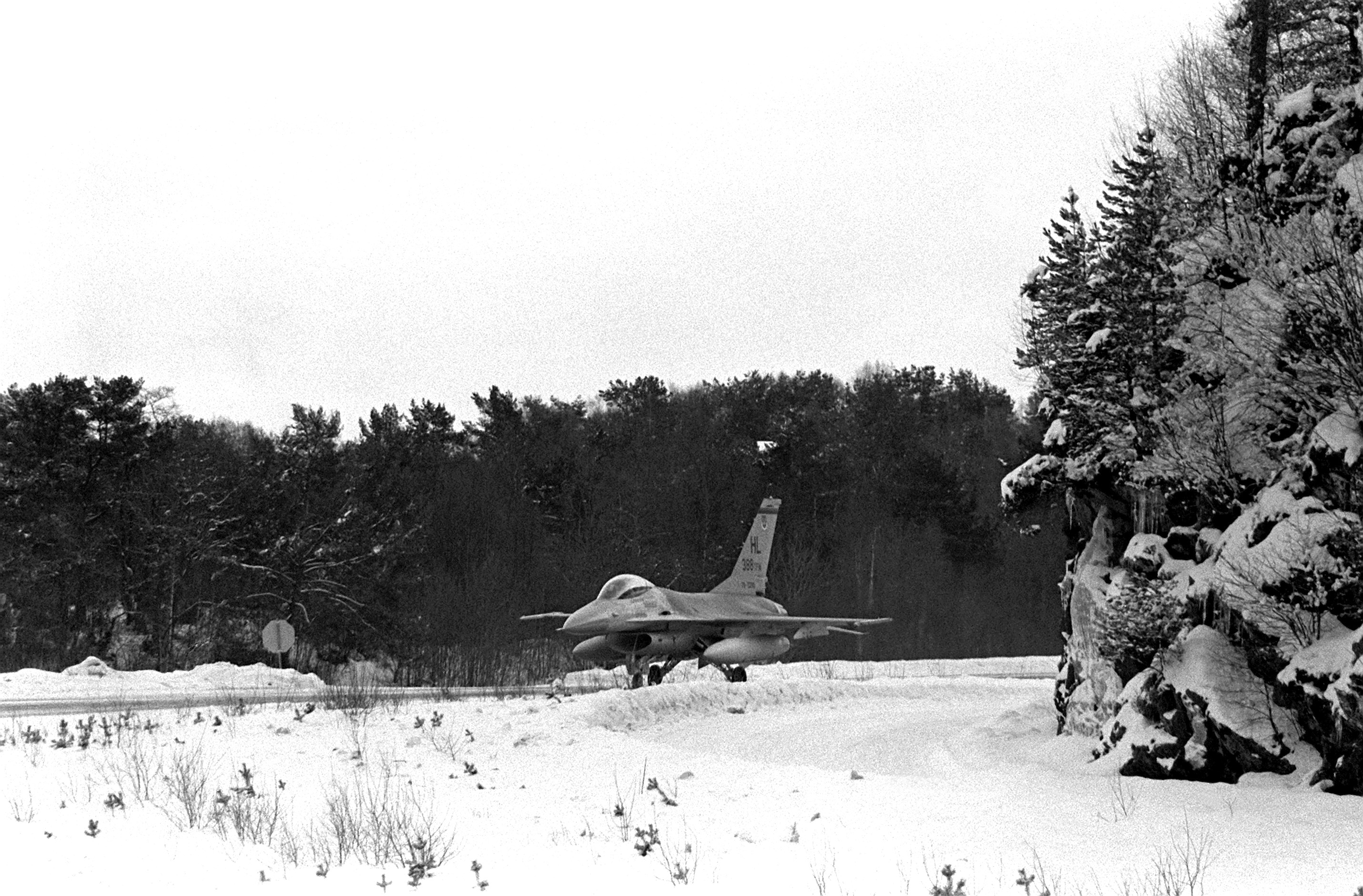
Un F-16 du 4e escadron tactique de combat à Flesland.

Pendant une courte période en 1959, un escadron fut stationné sur l'aéroport. À partir de 1962, l'OTAN affecta régulièrement des détachements à la base aérienne de Flesland. Le reste du temps, la base accueillait de grandes manœuvres d’entrainement qui impliquait une douzaine d'avions pendant plusieurs semaines. Toutes les six semaines, de plus petit exercices avaient lieu. La base aérienne fut améliorée en 1962 avec la construction d’une série de hangars capable d’accueillir plus de 25 avions simultanément. Il fut aussi construit des baraquements et d’autre installations pour les commandos. L'OTAN avait désigné Flesland comme une base aérienne de déploiement de têtes nucléaires, qui devaient avant 1962 être déployées sur la base aérienne de Sola (Stavanger). Les composants nécessaires à l'élaboration d’arme nucléaire furent surement stockés à Flesland, bien que les têtes n'y fussent probablement jamais stockées.
Avec la livraison des Douglas DC-8, la SAS commença à assurer des vols directs vers New York. Fornebu ne disposant pas d'une piste suffisamment longue pour que les DC-8 y atterrissent, Flesland devint le point d’entrée principal en Norvège pour les vols intercontinentaux. Le faible rayon d'action des DC-8 imposa aux vols en provenance de Stockholm ou Copenhague de faire une escale technique à Bergen durant les années 1960. Par la suite, ces routes furent assurées sans escale avec des Boeing 747. En 1965, la SAS démarra des vols directs entre Bergen et Tromsø. L'aéroport de Kristiansund, Kvernberget ouvrit en 1970 et la liaison depuis Bergen fut concédée à Braathens SAFE. Deux ans après, la SAS perdit sa concession entre Bergen et Tromsø lors d’un réajustement national des concessions. En lieu et place, Braathens SAFE fut autorisé à exploiter depuis Bergen vers Bodø et Tromsø via Ålesund, Kristiansund et Molde-Årø (où le nouvel aéroport venait d’ouvrir).

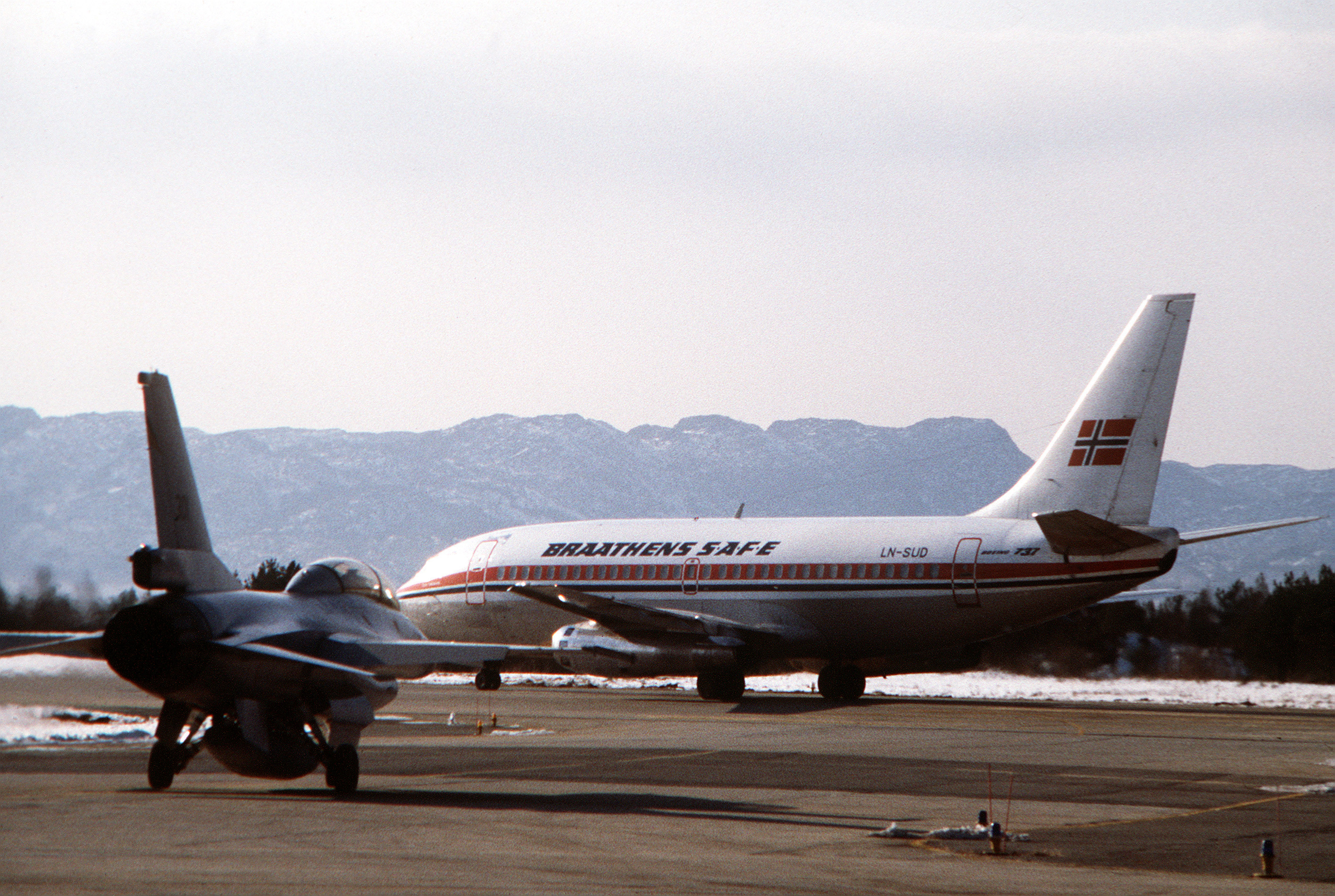
Un 737-200 de Braathens SAFE et un F-16 Fighting Falcon à Flesland, le 2 janvier 1981.

Les quatre premiers aéroports des contés du Sogn og Fjordane et du Møre og Romsdal furent ouverts en 1971 et Widerøe commença à assurer des vols vers Florø, Førde, Sogndal et Ørsta–Volda Airport, Hovden (en). Ces vols furent assurés en de Havilland Canada DHC-6 Twin Otter et les passagers à destination d'Oslo devaient effectuer une correspondance à Flesland. En 1974, grâce à l'augmentation du rayon d’action des nouveaux appareils, la SAS ouvrit une liaison New York – Oslo et réduisit petit à petit celle vers Bergen. L’aéroport de Haugesund, Karmøy fut ouvert en 1975 et la SAS le relia à Flesland.
Avec l'augmentation du trafic, le terminal devint de plus en plus étroit, et au début des années 1970, l'aéroport se dota d'un nouveau bâtiment pour l'administration avec une caserne de pompiers au rez-de-chaussée. À son apogée en 1976 et 1977, la base aérienne comptait 60 employés et 15 conscrits. Helikopter Service opéra les premières liaisons vers les plateformes Off-Shore en mai 1976 ; la première relia la plateforme Statfjord en utilisant des hélicoptères Sikorsky S-61. En 1982, la compagnie aérienne Busy Bee (en) ouvrit une liaison entre Bergen et Stavanger via Haugesund et deux ans plus tard, Norsk Air (en) démarra des vols vers Sandefjord. En 1987, Braathens SAFE fut autorisée à assurer des vols entre Bergen et Oslo, et l’année suivante, l’aéroport se dota de bornes d’enregistrement automatique.

### Dérégulation et démilitarisation
Le terminal actuel, toujours dessiné par Halfdan B. Grieg (no), fut ouvert en 1988 et couta 250 millions de NOK. L’ouverture du terminal fut suivie en 1991 de l’inauguration d’une nouvelle tour de contrôle. Celle-ci est relativement petite, car le principal Taxiway fut désigné comme piste d’atterrissage d’urgence par l’armée. Au milieu des années 1980, il y eut 35 à 40 vols quotidiens vers les plateformes pétrolières off-shore. Cela fut un problème puisque les hélicoptères devaient traverser la piste pour atteindre la mer du nord. Puisque les estimations prévoyaient jusqu’à 60 vols quotidiens, l’aéroport commença à travailler sur la construction d’un terminal dédié, qui aurait dû se trouver au sud-ouest de l’ancien terminal et aurait eu sa propre piste d’hélicoptère. À lieu de ça, le trafic diminua et l'ancien terminal fut converti en un terminal pour hélicoptère. Braathens Helikopter (en) basa deux hélicoptères à Flesland en 1990 et en deux ans, la compagnie représentait 30 % du trafic vers les plateformes pétrolières off-shore. Cependant, la compagnie fut rachetée en 1993 par CHC Helikopter Service (en).
Avec la fin de la guerre froide et la dislocation de l'URSS en 1991, l’activité militaire déclina. Le déclassement de la base militaire fut acté en 1988 et en 1995, seul le personnel nécessaire pour maintenir les infrastructures fut conservé, soit 33 personnes. Braathens SAFE opéra sa première route internationale depuis Bergen en 1991 vers Newcastle. La compagnie Norwegian Air Shuttle, qui est à l’origine une compagnie régionale, repris les liaisons régionales de Braathens et Busy Bee, au départ de Bergen, après la faillite de cette dernière en 1992. Norwegian assurait à l’origine des vols vers Kristiansand, Haugesund, Molde et Kristiansund. Le marché aérien intérieur fut dérégulé le 1er avril 1994, et permit ainsi aux compagnies d’assurer des vols intérieurs sans avoir besoin d’une concession. La conséquence immédiate fut l’augmentation du nombre de vols de Braathens entre Bergen et Oslo.
L'aéroport d'Oslo-Gardermoen ouvrit le 8 octobre 1998, en remplacement de Fornebu trop encombré. Pour la première fois, une compagnie pu recevoir suffisamment de créneaux d’atterrissage pour concurrencer la SAS et Braathens sur les vols intérieurs. La compagnie aérienne à bas prix Color Air fut créée et commença à assurer des vols entre Oslo et Bergen à l’aide de Boeing 737-300. Ce nouvel entrant marqua le début d’une guerre des prix et d’une augmentation des capacités. Cependant, Color Air fit faillite le 27 septembre 1999, après avoir perdu 3 milliards de NOK dans la guerre des prix, qui prit fin. La dernière étape de la fermeture de la base aérienne fut achevée en 1999 quand tous les actifs immobilisés furent vendus, dont 30 véhicules. Les opérations courantes furent désormais gérées par la Marine royale norvégienne qui disposait de 6 employées sur la base. Depuis, la base aérienne de Flesland n’a qu’une fonction de réserve, et elle ne sera utilisée par l’armée que lors d’une guerre ou en cas d’extrême urgence. Bergen Air Transport (en) lança des vols vers Notodden en 1999. Un nouveau radar secondaire fut bâti entre 1999 et 2001 sur l’ile de Sotra. Le terminal domestique fut agrandi de 500 m2 et une nouvelle zone de tri des bagages de 800 m2 vit le jour en 2001.
SAS acheta Braathens en 2001, et l’année suivante, seule SAS exploitait la liaison Oslo – Bergen. En septembre 2002, Norwegian commença à assurer des vols vers Oslo. Mais en 2003, SAS Commuter (en) pris le contrôle des liaisons régionales de Norwegian. L’Institut météorologique norvégien ferma son bureau de l’aéroport en 2003, et depuis, la surveillance météorologique est réalisée par Avinor. En 2004, SAS et Braathens fusionnèrent pour former SAS Braathens (en), puis en 2007, le nom de la compagnie redevint Scandinavian Airlines.
La section d’arrivée des vols internationaux fut étendue de 450 m2 en 2005 et la surface des boutiques hors taxes fut doublée en utilisant l’espace anciennement occupé par des bureaux. En 2009, le magazine Wanderlust (en) classa Flesland au premier rang des aéroports internationaux en Europe et au 6e rang mondial. Le terminal hélicoptère fut rénové en 2009, et 350 m2 de bureaux furent construits en 2010. La même année, l’aéroport se dota d’un radar d'aéroport et en 2011, un nouveau radar de secours fut installé.
Widerøe pris en charge les liaisons régionales de la SAS depuis Bergen en 2010, à l’exception de liaisons vers Stavanger.

## Infrastructures

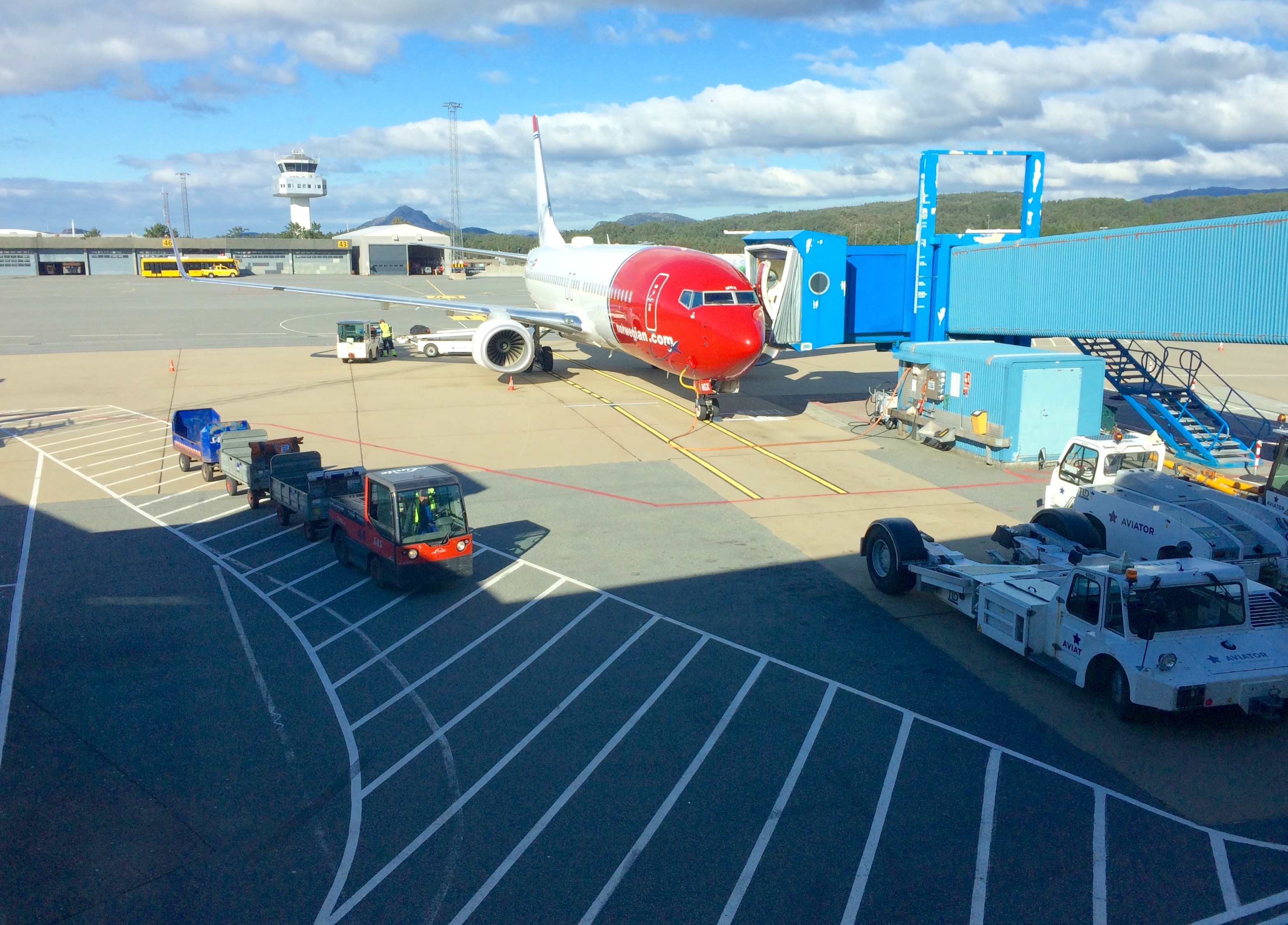
Un Boeing 737-800 de la Norwegian Air Shuttle à Flesland en septembre 2015

Le terminal principal couvre une surface de 21 000 m², sont 14 200 m² sont destinés à l’accueil des passagers. Le terminal a atteint sa capacité d’accueil maximale. Cela concerne particulièrement les contrôles de sécurité, l’enregistrement, le hall des arrivées ou le système de gestion des bagages qui ont du mal à faire face à l’afflux simultané de passagers.

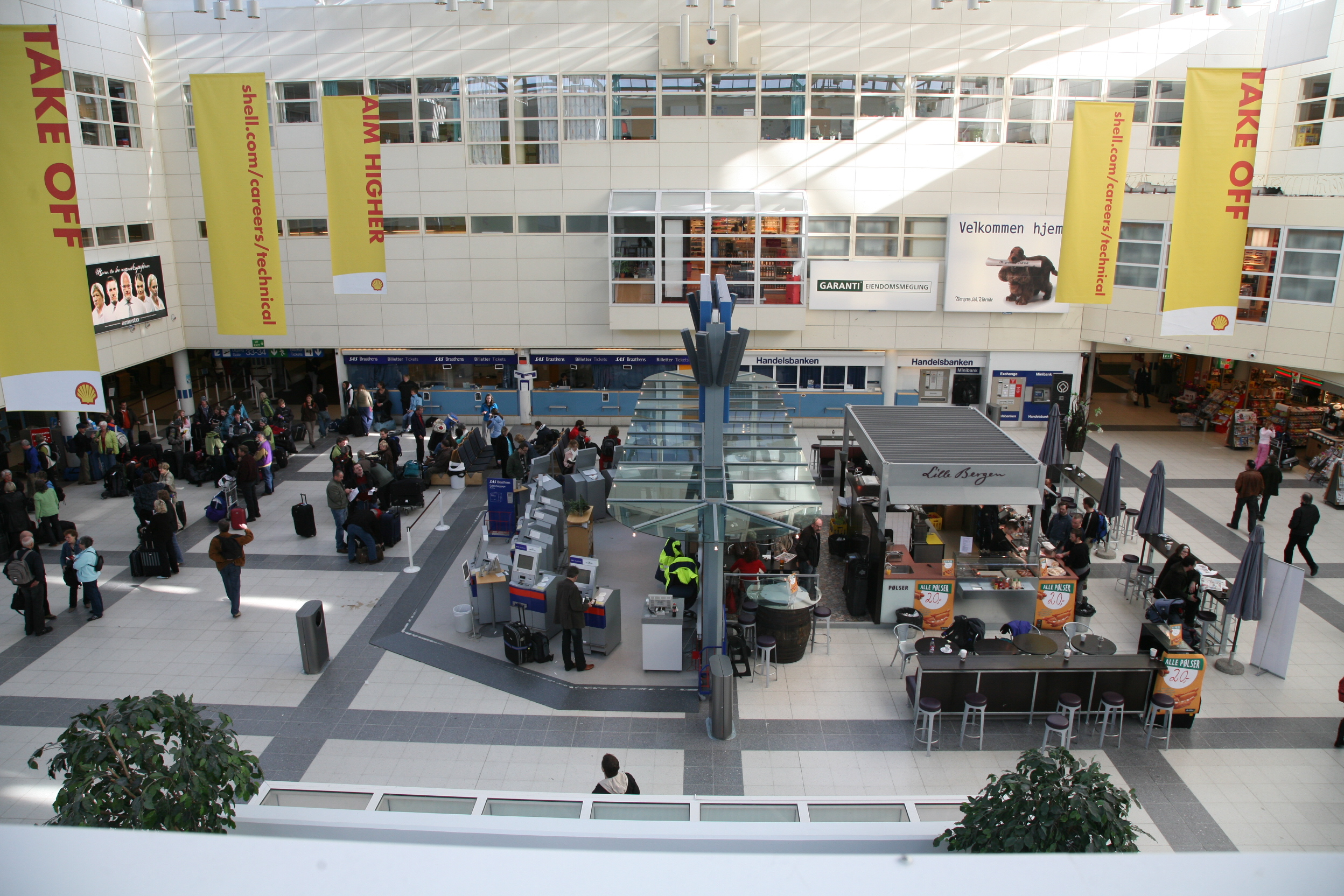
Le hall principal de l'aéroport.

Tous les passages voyageant sur des vols internationaux passent obligatoirement par la zone de boutiques hors taxes avant d’embarquer. Il existe, cependant, la possibilité pour certains passagers (par exemple, ceux allergiques aux parfums) d’utiliser de petits couloirs qui évitent les magasins, sur demande à la sécurité.
Le terminal possède douze portes d’embarquement, dont onze sont équipées de passerelles. Elles sont numérotées de 21 à 32 et la porte no 30 est utilisée pour des navettes d’aéroport. La conception du terminal rend possible l’utilisation de toutes les portes pour des vols intérieurs. Cependant, si la porte no 21 est utilisée pour les vols intérieurs, toutes les autres doivent l’être aussi. Ainsi, en temps normal, les portes no 21 et 22 ne sont utilisées que pour les vols internationaux, les portes numérotées 28 à 32 sont utilisées pour les vols intérieurs, et les autres peuvent être utilisées dans l’un ou l’autre des cas. Il faut noter que les portes no 21 et 23 peuvent recevoir des vols hors Espace Schengen ou internes à l’Espace Schengen, alors que la porte no 22 ne peut accueillir que des vols hors Espace Schengen. La porte no 24 est celle qui a la plus grande aire de stationnement qui permet de garer des avions de catégorie E (tels que l’Airbus A340 ou le Boeing 747). Les autres portes ne peuvent prendre en charge que des avions de catégorie C (comme l’Airbus A320 ou le Boeing 737), bien que les portes no 21 et 22 puissent accueillir des Boeing 757 puisqu’elles sont légèrement plus grandes. L’aéroport dispose, en outre, de vingt et une places de stationnement sur l’aire de stationnement.
Le terminal pour hélicoptère est situé dans l’ancien terminal d’origine de l’aéroport et couvre une surface de 8 030 m². Il dispose de neuf pistes d’atterrissage, dont six se trouvent directement à la sortie du terminal. La tour de contrôle se trouve au sud du terminal et dispose de 160 m2, mais elle ne permet pas d’avoir une vue dégagée sur la zone de dégivrage et sur une partie des voies de circulation. La caserne des pompiers se trouve tout près et le bâtiment de 2 850 m² accueille aussi des bureaux. L’aéroport dispose aussi de nombreux hangars et bâtiments qui appartiennent à différentes compagnies aériennes, entreprises aéroportuaires, clubs aéronautiques ou compagnies aériennes d’aviation générale.
L’aéroport dispose d’une seule piste d’atterrissage de 2 990 mètres de long par 45 mètres de large et numérotée 17/35 (orientation approximativement Nord-Sud). La piste possède, de chaque côté, un accotement en asphalte de 7,5 mètres et mesure 2 450 mètres entre les deux points de cible. La piste dispose d’une voie de circulation ou taxiway parallèle (notée Y) et de neuf intersections avec celle-ci. Un autre taxiway (W) relie le terminal et la zone de maintenance. Il y a six intersections entre W et Y dont une mène à la zone militaire. La piste est équipée d’un système d'atterrissage aux instruments (ILS) de catégorie I dans les deux sens. L’aéroport est équipé d’un radar s’approche, et un radar primaire et un radar de secours sont installés à Sotra. La piste peut supporter un maximum de vingt atterrissages et vingt décollages par heure.
La piste, le principal taxiway et toutes les installations au nord de la zone d’aviation civile appartiennent à l’armée. Il n’y a plus d’avions stationnés sur la base aérienne de Flesland, mais plusieurs installations militaires sont encore en activité. La base est parfois utilisée pour des exercices. L’armée a indiqué qu’à l’avenir, elle pourrait vendre ses biens à l’aéroport. Avinor et l’armée ont d’ailleurs engagé un processus de transfert de propriété pour la piste et le taxiway principal.

## Situation

### Carte des aéroports en Norvège
Carte des principaux aéroports de Norvège (en 2019)
Le Svalbard n'est pas ici en coordonnées géographiques exactes.
| Oslo-Gardermoen Bergen Stavanger Trondheim Tromsø Bodø Sandefjord Moss Kristiansand Ålesund Haugesund Harstad/Narvik Molde Kristiansund Alta Kirkenes Bardufoss Florø Hammerfest Svalbard Plus de 10 millions Plus de 5 millions Plus de 1 million Plus de 0,4 million Moins de 0,4 million Fermé |

## Compagnies et destinations
Les compagnies aériennes les plus importantes à Bergen sont Scandinavian Airlines (SAS), Norwegian et Widerøe. Widerøe assure des liaisons vers Florø, Førde, Sandane, Sogndal et Ørsta–Volda Airport, Hovden (en) dans le cadre d’un contrat de délégation de service public avec le ministère des Transports. Le reste des liaisons de la compagnie sont des liaisons commerciales. 

Bristow Norway (en) et CHC Helikopter (en) assurent des liaisons vers les plateformes pétrolières offshore depuis le terminal d’hélicoptère. De même, Lufttransport (en) assure le transport des pilotes vers les bateaux pour le compte de l’Administration côtière norvégienne.

Plusieurs compagnies aériennes effectuent des liaisons entre Bergen et leurs hubs respectifs. Avant la pandémie de COVID-19, les plus importantes étaient SAS avec six liaisons quotidiennes vers Copenhague et KLM avec quatre par jour vers Amsterdam.
| Compagnies                  | Destinations |
| --------------------------- | --- |
| Air France                  | Paris-Charles de Gaulle |
| airBaltic                   | En saison : Las Palmas/Gran Canaria, Riga |
| Braathens Regional Airlines | En saison charter : Larnaca |
| Edelweiss Air               | En saison : Zurich |
| Eurowings                   | En saison : Düsseldorf |
| Finnair                     | Helsinki-Vantaa |
| Iberia                      | En saison : Madrid-Barajas |
| Icelandair                  | En saison : Reykjavik-Keflavík |
| Israir Airlines             | En saison charter : Tel Aviv - Ben Gourion |
| Jet2.com                    | En saison : Birmingham, Leeds-Bradford, Manchester, Newcastle |
| KLM                         | Amsterdam |
| Loganair                    | Édimbourg En saison : Newcastle, Sumburgh |
| Lufthansa                   | Francfort En saison : Munich-F. J. Strauß |
| Norwegian Air Shuttle       | - Alicante-Elche, - Barcelone-El Prat, - Berlin-Brandebourg, - Copenhague-Kastrup, - Cracovie-Jean-Paul II, - Gdańsk-L. Wałęsa, - Londres-Gatwick, - Malaga-Costa del Sol, - Manchester, - Oslo-Gardermoen, - Stavanger, - Stockholm-Arlanda, - Trondheim, - Vilnius En saison : - Antalya, - Bergame-Orio al Serio, - Billund, - Dubrovnik, - La Canée I.-Daskaloyánnis, - Las Palmas/Gran Canaria, - Narvik/Harstad, - Nice-Côte d'Azur, - Palma de Majorque, - Paris-Charles de Gaulle, - Rome Léonard-de-Vinci/Fiumicino, - Split, - Ténériffe-Sud Reine Sofia, - Tromsø |
| Scandinavian Airlines       | - Ålesund, - Alicante-Elche, - Copenhague-Kastrup, - Oslo-Gardermoen, - Stavanger, - Stockholm-Arlanda, - Trondheim En saison : Milan-Malpensa, Nice-Côte d'Azur, Split En saison charter : La Canée I.-Daskaloyánnis, Las Palmas/Gran Canaria, Palma de Majorque, Rhodes-Diagoras, Ténériffe-Sud Reine Sofia |
| Sunclass Airlines           | En saison charter : Antalya, La Canée I.-Daskaloyánnis,Las Palmas/Gran Canaria, Palma de Majorque, Rhodes-Diagoras |
| Transavia France            | Paris-Orly |
| Vueling                     | En saison : Barcelone-El Prat |
| Widerøe                     | - Aberdeen-Dyce, - Ålesund, - Alicante-Elche, - Billund, - Bodø, - Dublin, - Florø, - Göteborg, - Hambourg-H.-Schmidt, - Narvik/Harstad, - Haugesund-Karmøy, - Kristiansand, - Kristiansund, - Liverpool-J.-Lennon, - Londres-Heathrow, - Londres-Stansted, - Molde, - Munich-F. J. Strauß, - Narvik/Harstad, - Ørsta/Volda (en), - Oslo-Gardermoen, - Sandefjord-Torp, - Sogndal (en), - Stavanger, - Tromsø, - Trondheim, - Vágar En saison : Florence-Peretola, Leknes, Nice-Côte d'Azur, Palma de Majorque, Svolvaer (Helle) (en)                                        |
| Wizz Air                    | Gdańsk-L. Wałęsa, Katowice-Pyrzowice, Kaunas |

Édité le 08/10/2018. Actualisé le 25/02/2023
Notes :
Les vols Icelandair en provenance de Reykjavik-Keflavík sont directs, mais ils font escale soit à Stavanger, soit à Trondheim au retour. Icelandair ne possède pas de droits de 5e liberté pour le trafic intérieur à partir de Bergen.

## Statistiques
Le graphique qui aurait dû être présenté ici ne peut pas être affiché car il utilise l'ancienne extension Graph, désactivée pour des questions de sécurité. Des indications pour créer un nouveau graphique avec la nouvelle extension Chart sont disponibles ici.

Voir la requête brute et les sources sur Wikidata.

### Zoom sur l'impact du covid de 2019-2020
Le graphique qui aurait dû être présenté ici ne peut pas être affiché car il utilise l'ancienne extension Graph, désactivée pour des questions de sécurité. Des indications pour créer un nouveau graphique avec la nouvelle extension Chart sont disponibles ici.

Voir la requête brute et les sources sur Wikidata.
En 2014, 6 078 589 passagers ont utilisé l'aéroport de Bergen et celui-ci a enregistré 106 225 mouvements d’avions et 5 199 tonnes de marchandises. C’est donc le deuxième aéroport du pays, après celui d’Oslo. Dans le détail, le total de passagers est composé de : 3 669 600 passagers intérieurs, 2 162 781 passagers internationaux, 138 252 passagers en transit et 246 208 passagers d'hélicoptères. L'aéroport de Bergen représente 10 % du trafic international de passagers en Norvège.
64 % du trafic intérieur est constitué de voyages d'affaires, alors que ce type de passagers représente seulement 35 % du trafic international. De plus, 71 % du trafic international est généré par des personnes résidentes en Norvège. Les parts de marchés pour le trafic intérieur sont réparties comme suit : 46 % pour SAS, 38 % pour Norwegian, 15 % pour Widerøe et 1 % pour les autres. Pour les vols internationaux, la répartition est la suivante : 38 % pour Norwegian, 23 % pour SAS, 18 % pour KLM, 9 % pour Lufthansa, et 15 % pour les autres. À titre de comparaison, en 2003, la SAS détenait 71 % du trafic international et 78 % du trafic intérieur.
En 2011, la liaison Oslo – Bergen a été empruntée par 1 680 000 passagers, soit la deuxième liaison la plus empruntée après Oslo – Trondheim. En 2007, c’était la 7e route d’Europe en nombre de passagers. Les liaisons Bergen – Stavanger et Bergen – Trondheim sont les deux liaisons, ne passant pas par Oslo, les plus empruntées en Norvège. Norwegian et SAS se partagent le marché des vols vers Oslo de manière quasi égale. Norwegian attire 58 % des voyageurs loisir et SAS attire 54 % des voyageurs d'affaires. Depuis 2003, le pourcentage de passagers voyageant depuis Bergen et qui ont besoin d'une correspondance pour atteindre leur destination finale, est passé de 60 % à 40 %.
| Rang | Ville                                            | Passagers | Compagnies                                                             |
| ---- | ------------------------------------------------ | --------- | ---------------------------------------------------------------------- |
| 1    | Londres-Gatwick et Londres-Heathrow, Royaume-Uni | 604 211   | British Airways, easyJet, Norwegian Air Shuttle, Scandinavian Airlines |
| 2    | Copenhague, Danemark                             | 328 579   | Norwegian Air Shuttle, Scandinavian Airlines                           |
| 3    | Amsterdam, Pays-Bas                              | 258 859   | KLM                                                                    |
| 4    | Francfort-sur-le-Main, Allemagne                 | 213 300   | Cityjet, Lufthansa                                                     |
| 5    | Stockholm, Suède                                 | 115 830   | Norwegian Air Shuttle, Scandinavian Airlines                           |
| 6    | Paris-Orly, France                               | 73 921    | Norwegian Air Shuttle                                                  |
| 7    | Barcelone, Espagne                               | 69 534    | Norwegian Air Shuttle, Scandinavian Airlines, Vueling                  |
| 8    | Berlin-Schönefeld et Berlin-Tegel, Allemagne     | 54 827    | Air Berlin, Lufthansa, Norwegian Air Shuttle                           |
| 9    | Aberdeen, Royaume-Uni                            | 51 484    | Widerøe                                                                |
| 10   | Reykjavik-Keflavík, Islande                      | 40 721    | Icelandair                                                             |

| Rank | City                                      | Passagers | Compagnies                                            |
| ---- | ----------------------------------------- | --------- | ----------------------------------------------------- |
| 1    | Oslo-Gardermoen, Oslo                     | 1 513 336 | Norwegian Air Shuttle, Scandinavian Airlines          |
| 2    | Stavanger-Sola, Rogaland                  | 711 692   | Norwegian Air Shuttle, Scandinavian Airlines, Widerøe |
| 3    | Trondheim-Værnes, Sør-Trøndelag           | 402 889   | Norwegian Air Shuttle, Scandinavian Airlines          |
| 4    | Ålesund-Vigra, Møre og Romsdal            | 140 127   | Norwegian Air Shuttle, Scandinavian Airlines          |
| 5    | Sandefjord-Torp, Vestfold                 | 130 691   | Norwegian Air Shuttle, Widerøe                        |
| 6    | Kristiansand Kjevik, Vest-Agder           | 129 617   | Norwegian Air Shuttle, Scandinavian Airlines, Widerøe |
| 7    | Oslo-Rygge, Østfold                       | 94 417    | Danish Air Transport                                  |
| 8    | Kristiansund-Kvernberget, Møre og Romsdal | 72 144    | Widerøe                                               |
| 9    | Florø, Sogn og Fjordan                    | 60 427    | Widerøe                                               |
| 10   | Molde-Åro, Møre og Romsdal                | 55 584    | Widerøe                                               |

## Accidents et incidents
Le 26 juin 1978, le vol 165 d’Helikopter Service (en) s'abima dans la mer du Nord, à 78 milles marins (144 km) au nord-ouest de l’aéroport. L’hélicoptère, un Sikorsky S-61, avait décollé de Flesland en direction de la plateforme pétrolière off-shore Statfjord A. Les dix-huit personnes à bord périrent dans l’accident.

## Futur
Avinor a lancé la construction d’un nouveau terminal qui se situe au sud-est de l’actuel. Conçu par le cabinet d’architecte Narud Stokke Wiig Arkitekter og Planleggere (désormais Nordic — Office of Architecture (en)), le nouveau terminal doit être inauguré le 17 août 2017, et doit permettre d’accueillir 10 millions de passagers par an. Cela doit être suffisant pour supporter l’augmentation du trafic jusqu’en 2026. Le terminal s’étendra sur une surface de 78 000 m2 pour six nouvelles portes. Le coût est estimé à 2 milliards de NOK et inclus la prolongation du métro léger de Bergen jusqu’à l’aéroport.

## Galerie

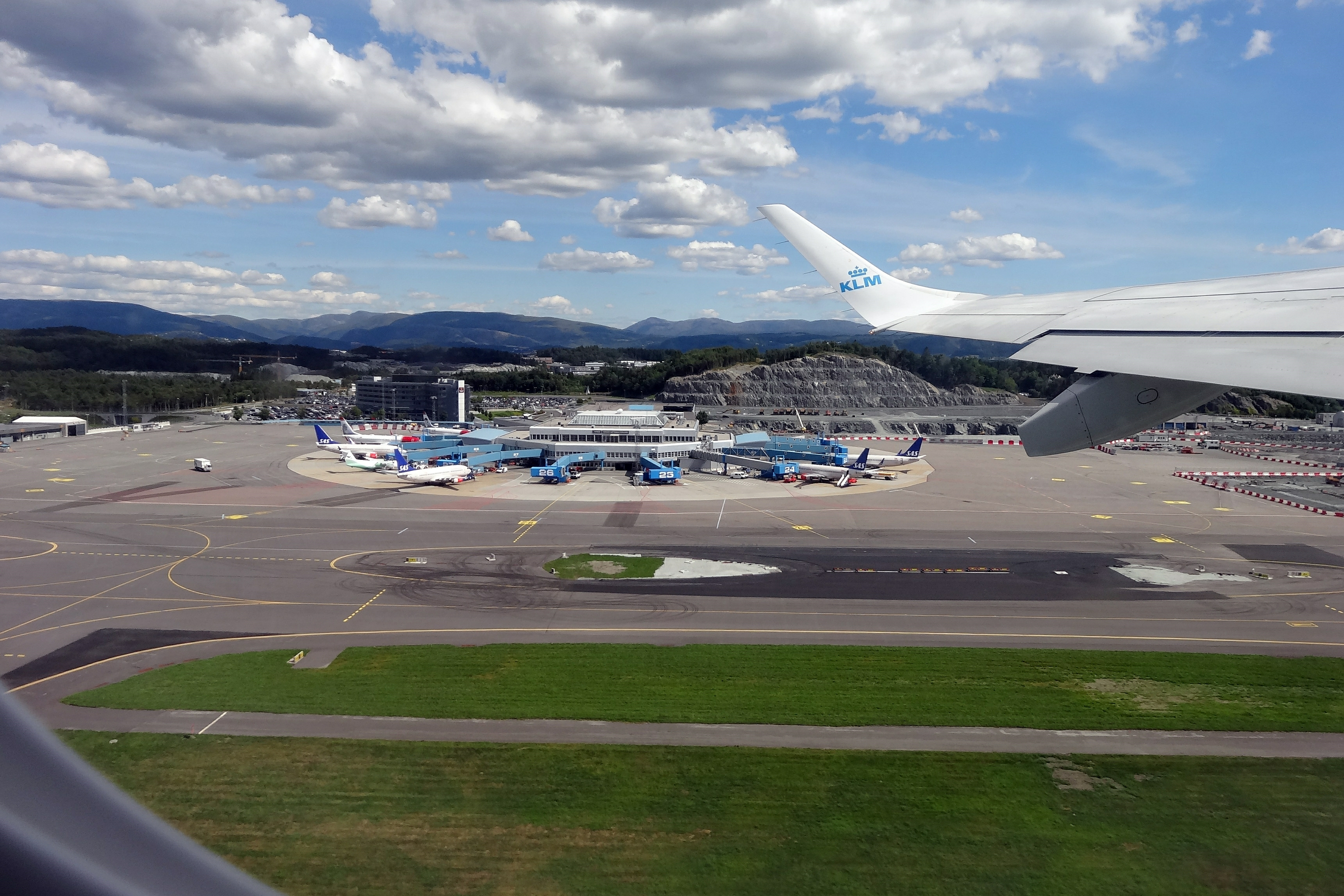
Vue du terminal de l'aéroport depuis un avion KLM reliant Amsterdam.
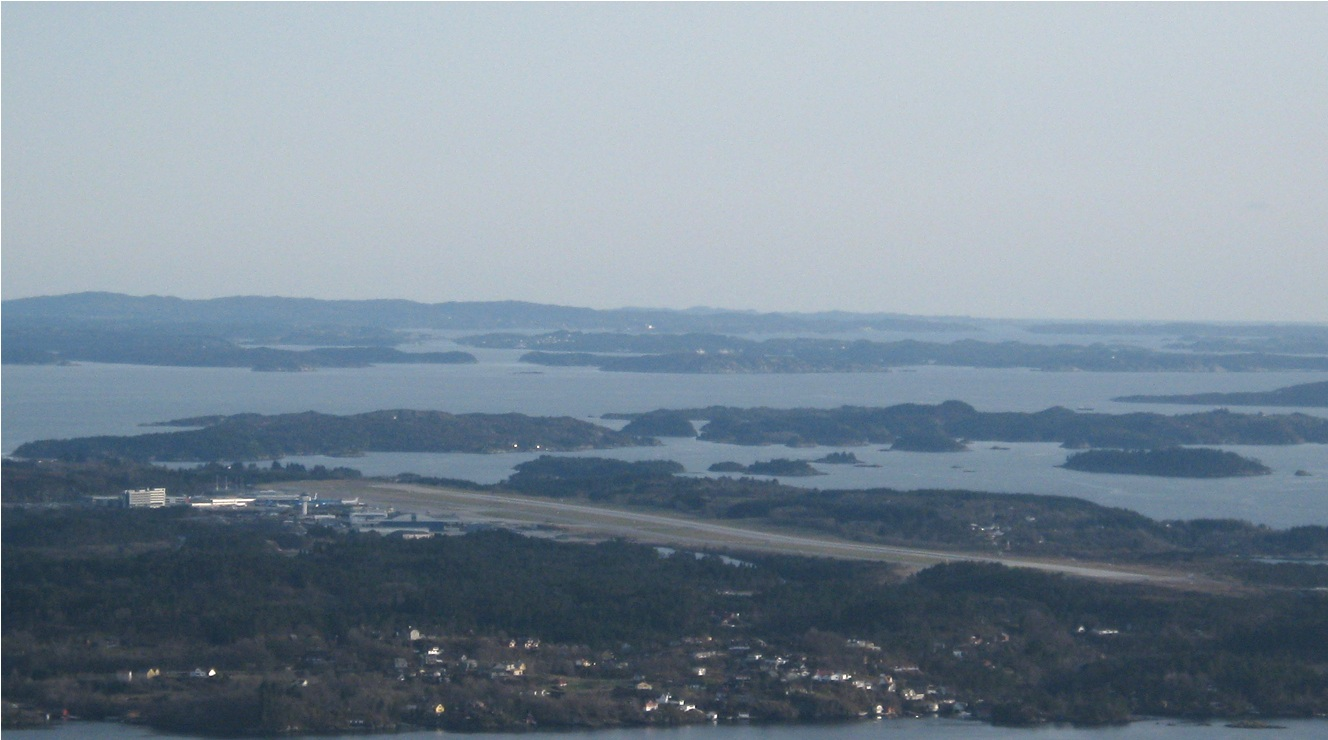
Vue aérienne de Flesland.